# Клён гребенчатый
Клён гребе́нчатый (лат. Acer pectinatum) — вид деревьев рода Клён (Acer) семейства Сапиндовые (Sapindaceae).

## Ареал
Естественная область произрастания клёна гребенчатого охватывает индийский штат Сикким, Бутан, Непал, северо-восточную Бирму, а также китайские провинции: южный Ганьсу, северо-восточный Гуанси, Гуйчжоу, западный Хэнань, западный Хубэй, Хунань, южный Цинхай, южный Шэньси, южный Шаньси, западный Сычуань, восток и юг Тибетского автономного района, а также северо-западный Юньнань
В Китае этот клён растёт прежде всего в смешанных лесах на высоте от 2300 до 3700 метров над уровнем моря.

## Описание
Листопадное дерево, достигающее до 8 или 20 метров в высоту.
Ровная кора ствола тёмно-коричневого цвета, на ветвях от фиолетового до фиолетово-зелёного цвета, не опушена. Зимние почки фиолетовые.
Листья противостоящие, листовая пластина тонкая, простая с тремя или пятью лопастями, имеет длину от 7 до 10 см и ширину от 6 до 8 см. Средняя лопасть яйцеобразная, прилегающие имеют треугольную форму. Конец всех лопастей продолговатый и острый. Край листа зубчатый. Верхняя сторона листа тёмно-зелёная, нижняя — светло-зелёная. На нижней стороне, главным образом на жилках есть красно-коричневое опушение, верхняя сторона листа голая. Черешок от 2 до 7 см длиной, фиолетово-красного цвета, у молодых деревьев имеет красно-коричневое опушение, которое пропадает с возрастом.
Цветёт в апреле, после распускания листьев. Как и для других клёнов секции Macrantha для этого вида свойственна андромоноэция. Соцветие имеет вид грозди, содержит от 10 до 40 цветов и находится на ножке от 6 до 8 см длиной. Цветы крепятся на тонких цветоножках длиной от 5 до 7 мм длиной. Мужские цветки имеют пять продолговатых чашелистиков пурпурно-зеленоватого цвета 5 мм длиной, пять лепестков обратнояйцевидной формы и 8 неопушенных тычинок около 2 мм длиной каждая, гинецей представлен рудиментарно.
Плод — парная желтоватая крылатка, отдельное крылышко имеет серпообразную форму, вместе с орешком от 1,6 до 2,5 см в длину. Крылышке в крылатке соединены под тупым углом, почти 180°. Орешек вытянутый, около 7 мм в длину и 4 мм в ширину, толщиной от 6 до 8 мм. Плоды созревают в сентябре.

## Систематика
Acer pectinatum относится внутри рода Клён к секции Macrantha. Этот вид был впервые описан в 1881 году Наталиэлом Валлихом в The Gardeners' Chronicle Джорджа Николсона.

### Подвиды
Этот вид включает в себя пять подвидов:
- Acer pectinatum subsp. forrestii (Diels) A.E.Murray встречается в юго-западной Сычуани и северо-западном Юньнане. Синоним — Acer forrestii Diels.
- Acer pectinatum subsp. laxiflorum (Pax) A.E.Murray встречается в западной Сычуани. Синоним — Acer laxiflorum Pax.
- Acer pectinatum subsp. maximowiczii (Pax) A.E.Murray встречается в большей части ареала в Китае. Синоним — Acer maximowiczii Pax
- Acer pectinatum Wall. ex G.Nicholson subsp. pectinatum — автоним. Естественно произрастает в Бутане, Индии, Бирме, Непале. В Китае только в южном Тибете и северо-западном Юньнане.
- Acer pectinatum subsp. taronense (Hand.-Mazz.) A.E.Murray встречается в западной Сычуани, восточном Тибете, на северо-западе Юньнаня и в Бирме. Синоним — Acer taronense Hand.-Mazz.